# Toyota Classic 1982
Il Toyota Classic 1982 è stato un torneo di tennis giocato sul cemento. È stata la 7ª edizione del torneo, che fa parte del WTA Tour 1982. Si è giocato ad Atlanta negli USA dal 9 al 15 agosto 1982.

## Campionesse

### Singolare
Chris Evert ha battuto in finale  Susan Mascarin con il punteggio di 6–3, 6–1

### Doppio
Kathy Jordan /  Betsy Nagelsen hanno battuto in finale  Chris Evert /  Billie Jean King con il punteggio di 4–6, 7–6, 7–6